# Abborrtjärnen (Undersviks socken, Hälsingland)
Abborrtjärnen är en sjö i Bollnäs kommun i Hälsingland och ingår i Ljusnans huvudavrinningsområde.